# Kernilis
Kernilis [kɛʁnilis] est une commune du département du Finistère, dans la région Bretagne, en France.

## Géographie

### Description
Kernilis se trouve dans le Pays de Léon à une dizaine de kilomètres à l'ouest de Lesneven. Le finage communal forme un quadrilatère de forme proche d'un carré limité au sud par la vallée de l'Aber Wrac'h, à cet endroit petit fleuve côtier. Sa limite nord coïncide avec le tracé de la D 32, ancienne voie romaine (voir ci-dessous). Le bourg de Kernilis se trouve à 60 mètres d'altitude, les altitudes au sein du territoire communal allant de 78 mètres dans la partie nord-est, proche de Croas-ar-Justiçou à 6 mètres dans l'angle sud(ouest, là où l'Aber Wrac'h quitte le territoire communal. Le bourg de Kernilis est nettement excentré vers le sud au sein du finage communal. Les principaux hameaux sont Kerscao, Tréverroc, Kerbrat (Kerbrat-an-Dour et Kerbrat Huella), dans la partie nord et Kerlouron, Carman, Kergouesnou et Le Moguer dans la partie sud du territoire communal.

### Communes limitrophes
| Guissény     | Guissény       | Saint-Frégant |
| Plouguerneau | Kernilis       | Le Folgoët    |
| Plouvien     | Loc-Brévalaire | Lanarvily     |

### Hydrographie
Pour un article plus général, voir Réseau hydrographique du Finistère.
La commune est située dans le bassin Loire-Bretagne. Elle est drainée par l'aber Vrac'h et divers autres petits cours d'eau,.
L'Aber-Wrac'h, d'une longueur de 33 km, prend sa source dans la commune de Trémaouézan et se jette  dans la Manche entre les communes de Landéda et de Plouguerneau, après avoir traversé dix communes.  Les caractéristiques hydrologiques de l'Aber Wrac'h sont données par la station hydrologique située sur la commune de Lanarvily. Le débit moyen mensuel est de 1,58 m3/s. Le débit moyen journalier maximum est de 15,5 m3/s, atteint lors de la crue du 7 février 2014. Le débit instantané maximal est quant à lui de 18,3 m3/s, atteint le même jour.

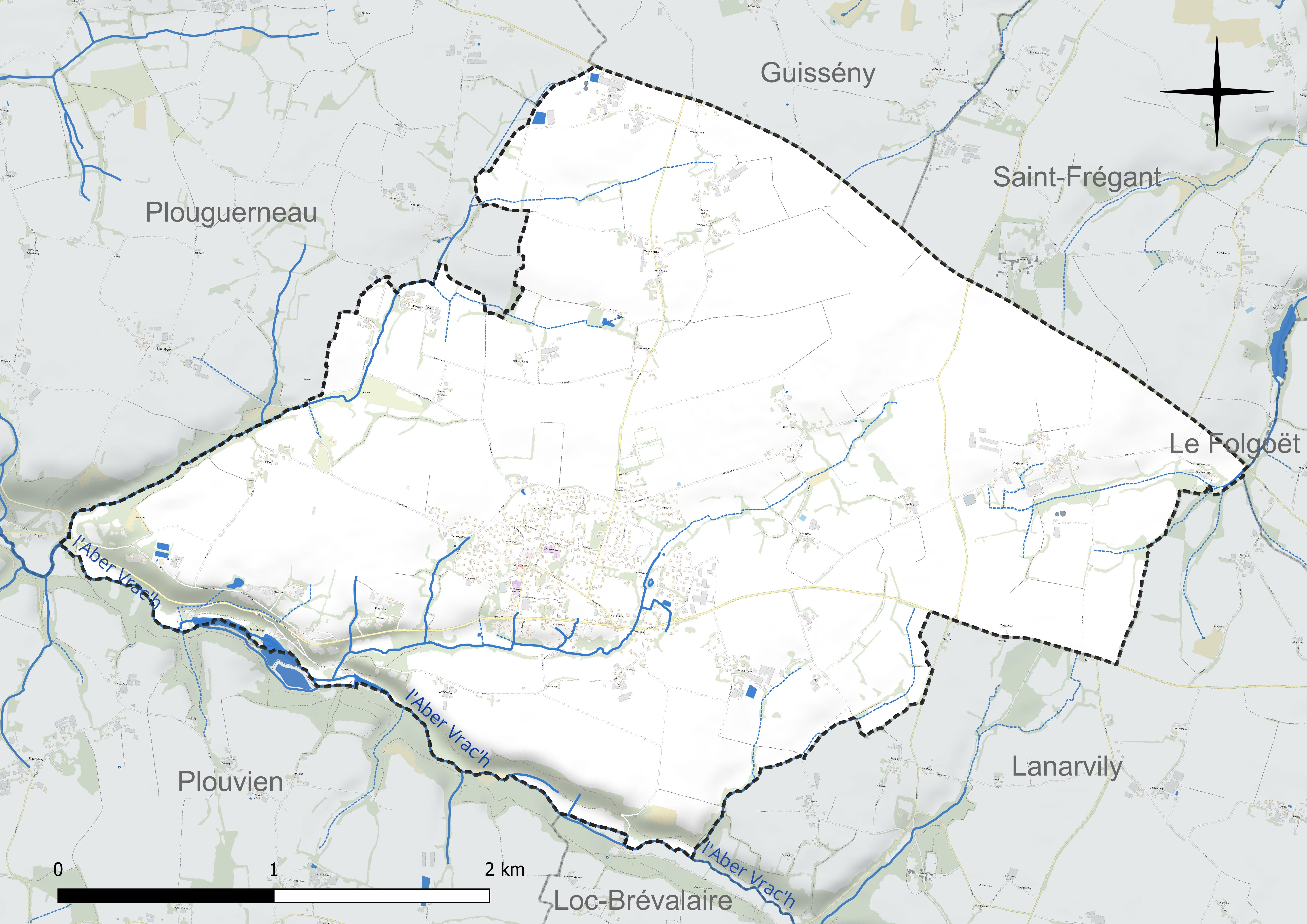
Réseau hydrographique de Kernilis.

### Climat
Pour des articles plus généraux, voir Climat de la Bretagne et Climat du Finistère.
En 2010, le climat de la commune est de type climat océanique franc, selon une étude du CNRS s'appuyant sur une série de données couvrant la période 1971-2000. En 2020, Météo-France publie une typologie des climats de la France métropolitaine dans laquelle la commune est exposée à un climat océanique et est dans la région climatique  Finistère nord, caractérisée par une pluviométrie élevée, des températures douces en hiver (6 °C), fraîches en été et des vents forts. Parallèlement l'observatoire de l'environnement en Bretagne publie en 2020 un zonage climatique de la région Bretagne, s'appuyant sur des données de Météo-France de 2009. La commune est, selon ce zonage, dans la zone « Littoral », exposée à un climat venté, avec des étés frais mais doux en hiver et des pluies moyennes.  
Pour la période 1971-2000, la température annuelle moyenne est de 11,7 °C, avec  une amplitude thermique annuelle de 9,4 °C. Le cumul annuel moyen de précipitations est de 1 015 mm, avec 16,9 jours de précipitations en janvier et 7,8 jours en juillet. Pour la période 1991-2020, la température moyenne annuelle observée sur la station météorologique la plus proche, située sur la commune de Ploudaniel à 9 km à vol d'oiseau, est de 11,6 °C et le cumul annuel moyen de précipitations est de 1 146,8 mm,. Pour l'avenir, les paramètres climatiques de la commune estimés pour 2050 selon différents scénarios d'émission de gaz à effet de serre sont consultables sur un site dédié publié par Météo-France en novembre 2022.

## Urbanisme

### Typologie
Au 1er janvier 2024, Kernilis est catégorisée bourg rural, selon la nouvelle grille communale de densité à 7 niveaux définie par l'Insee en 2022.
Elle est située hors unité urbaine. Par ailleurs la commune fait partie de l'aire d'attraction de Brest, dont elle est une commune de la couronne,. Cette aire, qui regroupe 68 communes, est catégorisée dans les aires de 200 000 à moins de 700 000 habitants,.

### Occupation des sols
L'occupation des sols de la commune, telle qu'elle ressort de la base de données européenne d'occupation biophysique des sols Corine Land Cover (CLC), est marquée par l'importance des territoires agricoles (87,5 % en 2018), en diminution par rapport à 1990 (89,9 %). La répartition détaillée en 2018 est la suivante : 
terres arables (52,1 %), zones agricoles hétérogènes (31,3 %), zones urbanisées (7,9 %), forêts (4,7 %), prairies (4 %). L'évolution de l'occupation des sols de la commune et de ses infrastructures peut être observée sur les différentes représentations cartographiques du territoire : la carte de Cassini (XVIIIe siècle), la carte d'état-major (1820-1866) et les cartes ou photos aériennes de l'IGN pour la période actuelle (1950 à aujourd'hui).

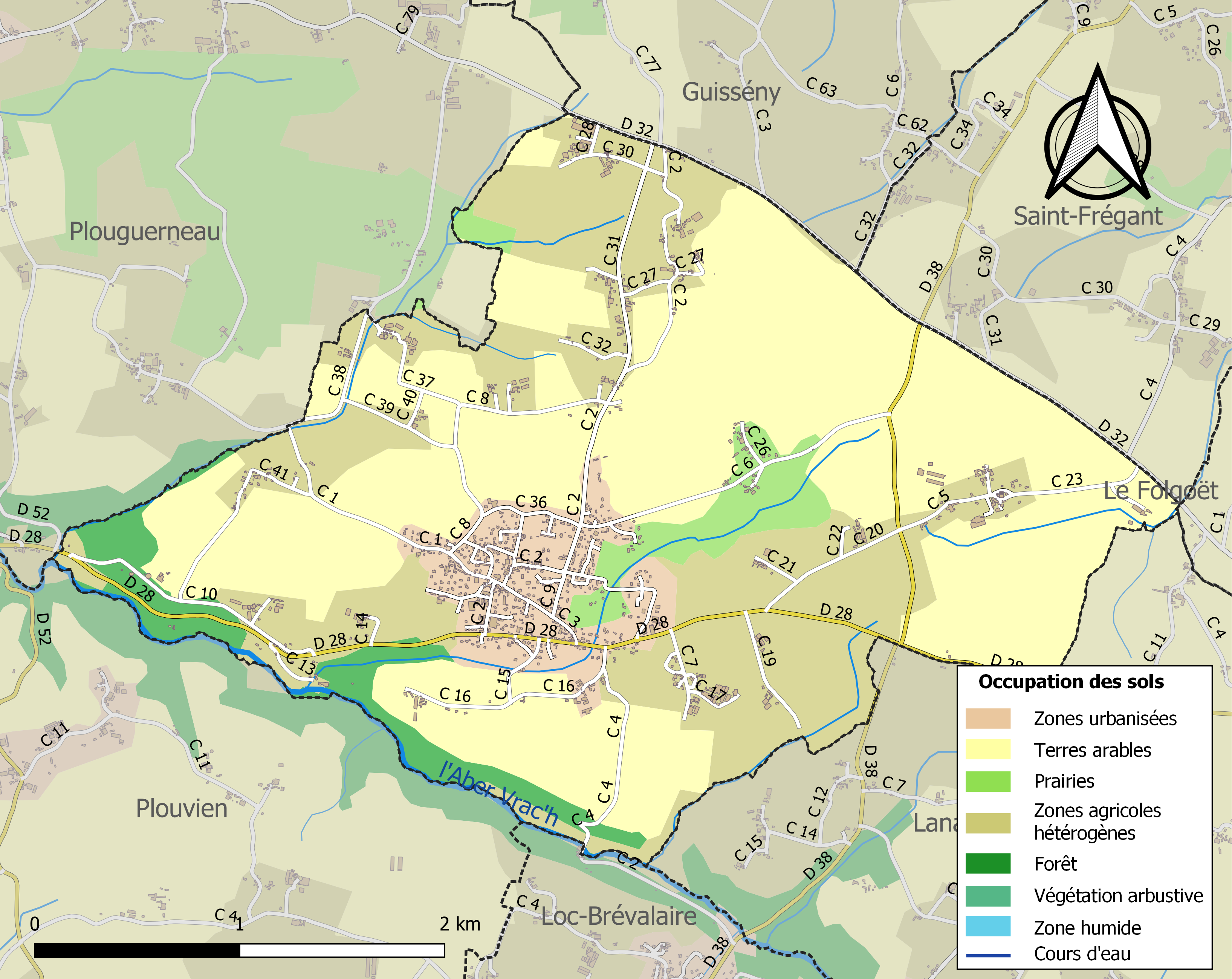
Carte des infrastructures et de l'occupation des sols de la commune en 2018 (CLC).

## Toponymie
Le nom de la commune en breton est Kerniliz[réf. souhaitée].

### Étymologie
Le nom de la paroisse puis celui de la commune est breton. Il provient de la contraction de Ker an Ilis signifiant « le village de l'église ».

## Histoire

### Préhistoire et Antiquité

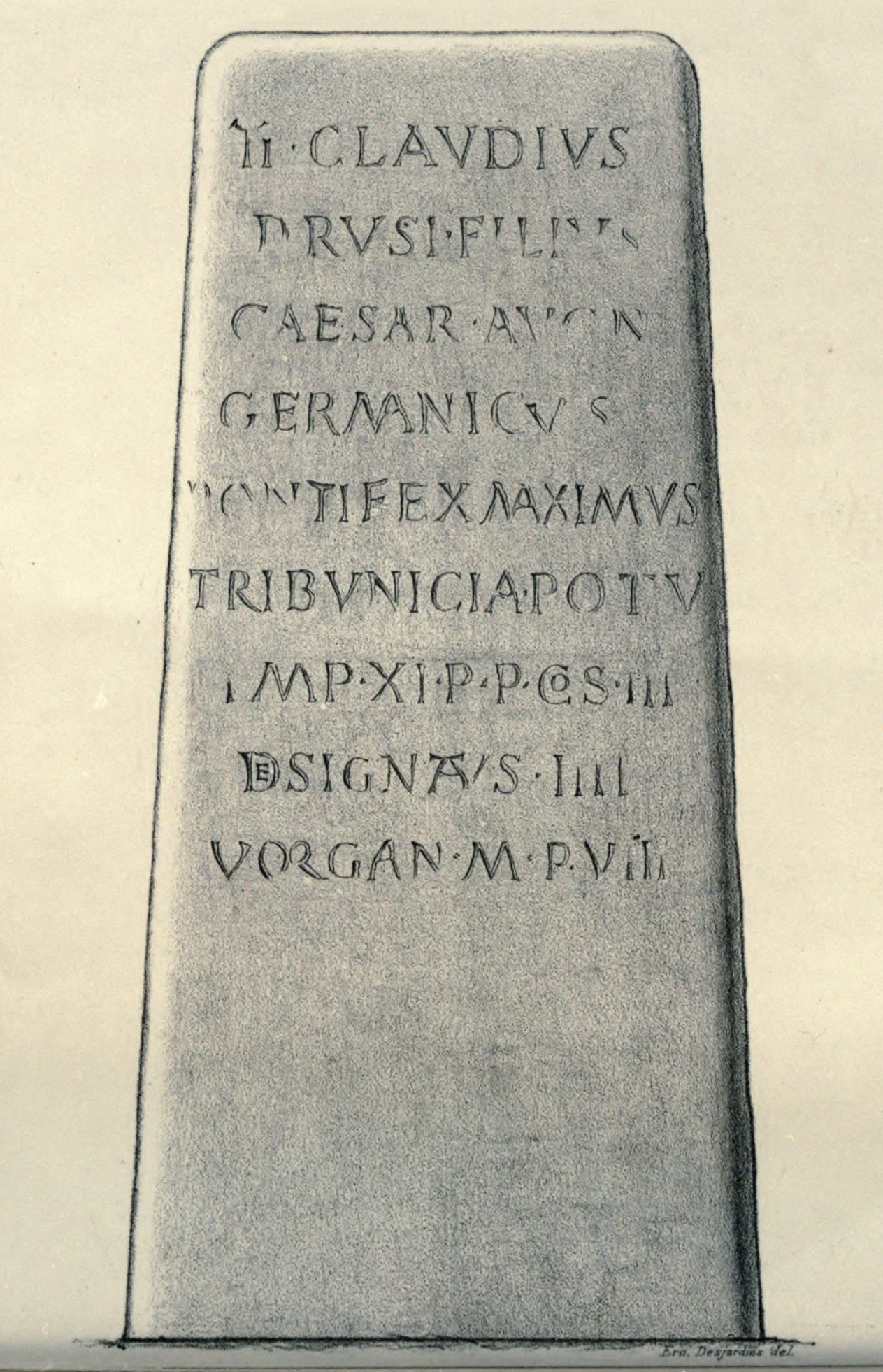
Transcription de la borne milliaire de Kerscao trouvée à la limite de Saint-Frégant et Kernilis.

Au nord du finage communal de Kernilis, la limite communale avec Saint-Frégant est formée par l'ancienne voie romaine (actuelle D 32) allant de Vorgium (Carhaix) et Vorganium (Kerilien en Plounéventer) à Plouguerneau (Tolente ?) dont l'ancienneté est attestée par la borne milliaire de Kerscao. Des traces d'installation gallo-romaine ont été découvertes à Kerbrat-Huella, à Kersuland et à Tréverroc.
L'emplacement de la croix antique de Croas ar Justiçou, dont le nom indique l'endroit où les seigneurs de Penmarc'h (dans la commune de Saint-Frégant) rendaient la justice, correspond à un ancien carrefour antique : vers l'est, un très ancien chemin qui se dirige en ligne droite vers Lesneven et qui porte dans la tradition locale nom de « voie romaine » et qui passe par d'anciens centres paroissiaux (Guicquelleau, Lannuchen, Élestrec) même si ceux-ci sont désormais délaissés ; vers l'ouest, une ligne continue de talus débouche, dans la commune de Kernilis, sur une voie dénommée en breton Streat Hir (« Chemin long ») et mène jusqu'à l'établissement gallo-romain de Kerbrat-Huella, dans la commune de Kernilis ; un troisième chemin, vers le nord-ouest, va en direction du château de Penmarc'h. D'autres traces actuelles de l'ancienne cadastration antique existent ; des traces toponymiques aussi : par exemple de nombreux champs portent le nom de An Nemeur, déformation du breton An Hent Meur (« La Grand Route »).

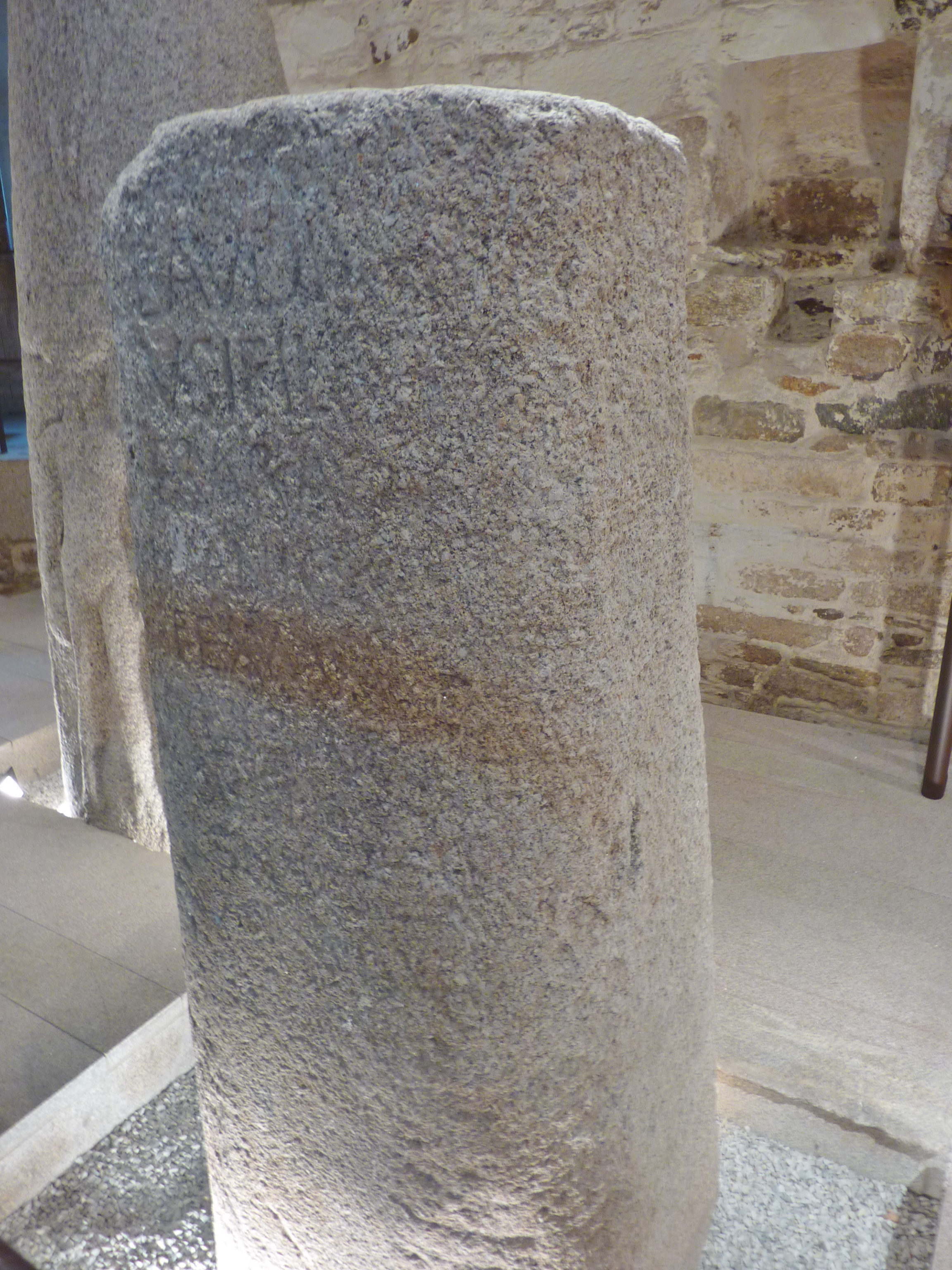
La borne milliaire de Kerscao (Musée départemental breton de Quimper).

### Origines
La paroisse de Kermavan faisait partie de l'archidiaconé de Kemenet-Ily relevant de l'évêché de Léon et était sous le vocable de sainte Anne. Elle avait comme trève Lanarvily. Elle est issue d'un démembrement de la paroisse primitive de Plouguerneau.
- avant le XVe siècle : transfert du centre paroissial vers Kernilis
- 1790 : érection en commune

### Moyen Âge

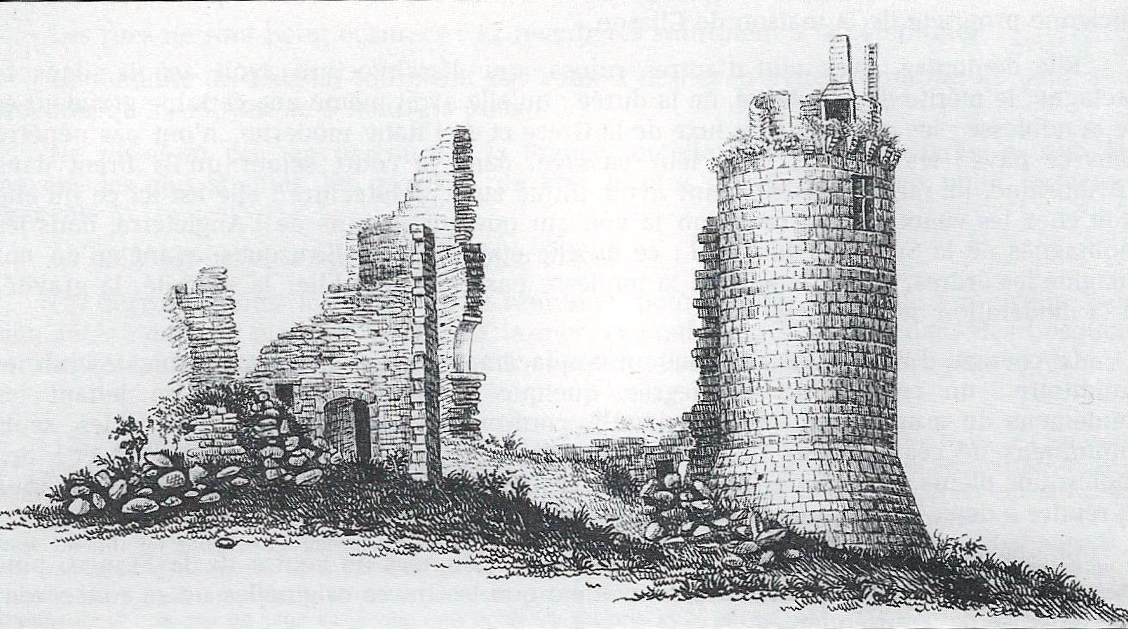
Les ruines du château de Carman en 1836 (dessin du Chevalier de Fréminville).

Le château fortifié de Kermavan (Kermarvan) ou Carman, implanté au lieu-dit Kermaguam (Kervaon en breton) sur la rive droite de l'Aber Wrac'h, a été depuis le XIIIe siècle et jusqu'en 1560 la résidence principale de la famille noble des Kermavan, une des plus puissantes familles de la vicomté de Léon, et la plus puissante de l'archidiaconé du Kemenet-Ily ; elle exerçait sa juridiction d'abord à Kernilis, puis à Plouguerneau et à Lannilis, et avait dans son ressort les paroisses de Kernilis, Plouguerneau, Lannilis, Kerlouan, Guissény, Landéda, Plouvien, Plouider, Plounéour et Loc-Brévalaire. Au XIIIe siècle, les seigneurs de Kermavan annexèrent la seigneurie de Seizploué, située en Plounévez-Lochrist (laquelle devint au XVIIe siècle le marquisat de Maillé). Alain de Kermavan, né en 1195 et mort en 1263, fut inhumé dans le chœur de l'église du prieuré de Lochrist.
Mais la famille de Carman habita par la suite principalement au château de Lesquelen en Plabennec, lequel prit progressivement le nom de Kermavan, nom qui se transforme au XVIe siècle en Kerman et au XVIIe siècle en Carman. Les armoiries de la famille de Carman sont représentées sur un vitrail de la chapelle de Saint-Jean-Balanant à Plouvien.
Un dicton connu du Léon célèbre  « l'antiquité de Penhoët, la vaillance du Chastel, la richesse de Kermavan et la chevalerie de Kergournadec'h ».

### Époque moderne
En 1759, une ordonnance de Louis XV ordonne à la paroisse de Quernilis [Kernilis] de fournir 20 hommes et de payer 131 livres pour « la dépense annuelle de la garde-côte de Bretagne ».

### Révolution française
En mars 1793, Kernilis fit partie, avec Guissény, Plounéventer, Ploudaniel, Plouguerneau et Kerlouan, des communes condamnées à payer en tout 40 600 livres de dédommagement pour s'être rebellée contre le gouvernement républicain (Kernilis et Lanarvily eurent à payer 500 livres).

## Politique et administration

### Liste des maires
| Période                                  | Période     | Identité                | Étiquette | Qualité                                     |
| ---------------------------------------- | ----------- | ----------------------- | --------- | ------------------------------------------- |
| 1794                                     | 1804        | François Marie Kerbrat  |           |                                             |
| 1804                                     | 1808        | Gabriel Marie Chapalain |           |                                             |
| 1808                                     | 1821        | Jean Tanguy             |           |                                             |
| 1821                                     | 1825        | Claude François Colin   |           |                                             |
| 1825                                     | 1850        | Jean Le Gall            |           |                                             |
| 1853                                     | 1884        | François Landuré        |           |                                             |
| 1884                                     | 1888        | Jean Lavanant           |           |                                             |
| 1888                                     | 1904        | Gabriel Chapalain       |           | Petit-fils de Gabriel Marie Chapalain       |
| 1904                                     | 1913        | Pierre Le Roux          |           |                                             |
| 1913                                     | 1919        | Vincent Mazé            |           |                                             |
| 1919                                     | 1936        | Louis Landuré           |           | Cultivateur, petit-fils de François Landuré |
| 1979                                     | 23 mai 2020 | Pierre Adam             | DVD       | Retraité                                    |
| 23 mai 2020                              | En cours    | Sandra Roudaut          |           |                                             |
| Les données manquantes sont à compléter. |             |                         |           |                                             |

### Jumelages
- Le Bonhomme, en Alsace depuis 1980[26].

### Héraldique
| Blason de Kernilis | Blason  | D'or au lion d'azur, au chef d'argent chargé de trois mouchetures d'hermine de sable.                    |
| Blason de Kernilis | Détails | Le blason reprend les armes de la famille de Kermavan . Le statut officiel du blason reste à déterminer. |

## Démographie
L'évolution du nombre d'habitants est connue à travers les recensements de la population effectués dans la commune depuis 1793. Pour les communes de moins de 10 000 habitants, une enquête de recensement portant sur toute la population est réalisée tous les cinq ans, les populations de référence des années intermédiaires étant quant à elles estimées par interpolation ou extrapolation. Pour la commune, le premier recensement exhaustif entrant dans le cadre du nouveau dispositif a été réalisé en 2004.
En 2022, la commune comptait 1 418 habitants, en évolution de −3,27 % par rapport à 2016 (Finistère : +2,16 %, France hors Mayotte : +2,11 %).
| 1793  | 1800 | 1806 | 1821 | 1831 | 1836 | 1841 | 1846  | 1851  |
| ----- | ---- | ---- | ---- | ---- | ---- | ---- | ----- | ----- |
| 1 400 | 601  | 849  | 970  | 982  | 995  | 993  | 1 047 | 1 006 |

| 1856 | 1861 | 1866 | 1872 | 1876 | 1881 | 1886 | 1891 | 1896 |
| ---- | ---- | ---- | ---- | ---- | ---- | ---- | ---- | ---- |
| 959  | 960  | 916  | 878  | 881  | 847  | 875  | 850  | 821  |

| 1901 | 1906 | 1911 | 1921 | 1926 | 1931 | 1936 | 1946 | 1954 |
| ---- | ---- | ---- | ---- | ---- | ---- | ---- | ---- | ---- |
| 844  | 840  | 799  | 815  | 862  | 827  | 839  | 803  | 797  |

| 1962 | 1968 | 1975 | 1982 | 1990  | 1999  | 2004  | 2006  | 2009  |
| ---- | ---- | ---- | ---- | ----- | ----- | ----- | ----- | ----- |
| 838  | 771  | 780  | 905  | 1 016 | 1 050 | 1 152 | 1 185 | 1 324 |

| 2014  | 2019  | 2022  | - | - | - | - | - | - |
| ----- | ----- | ----- | - | - | - | - | - | - |
| 1 456 | 1 422 | 1 418 | - | - | - | - | - | - |

## Monuments et sites
- Monument aux morts de 1914-1918 ;
- Église Sainte-Anne.

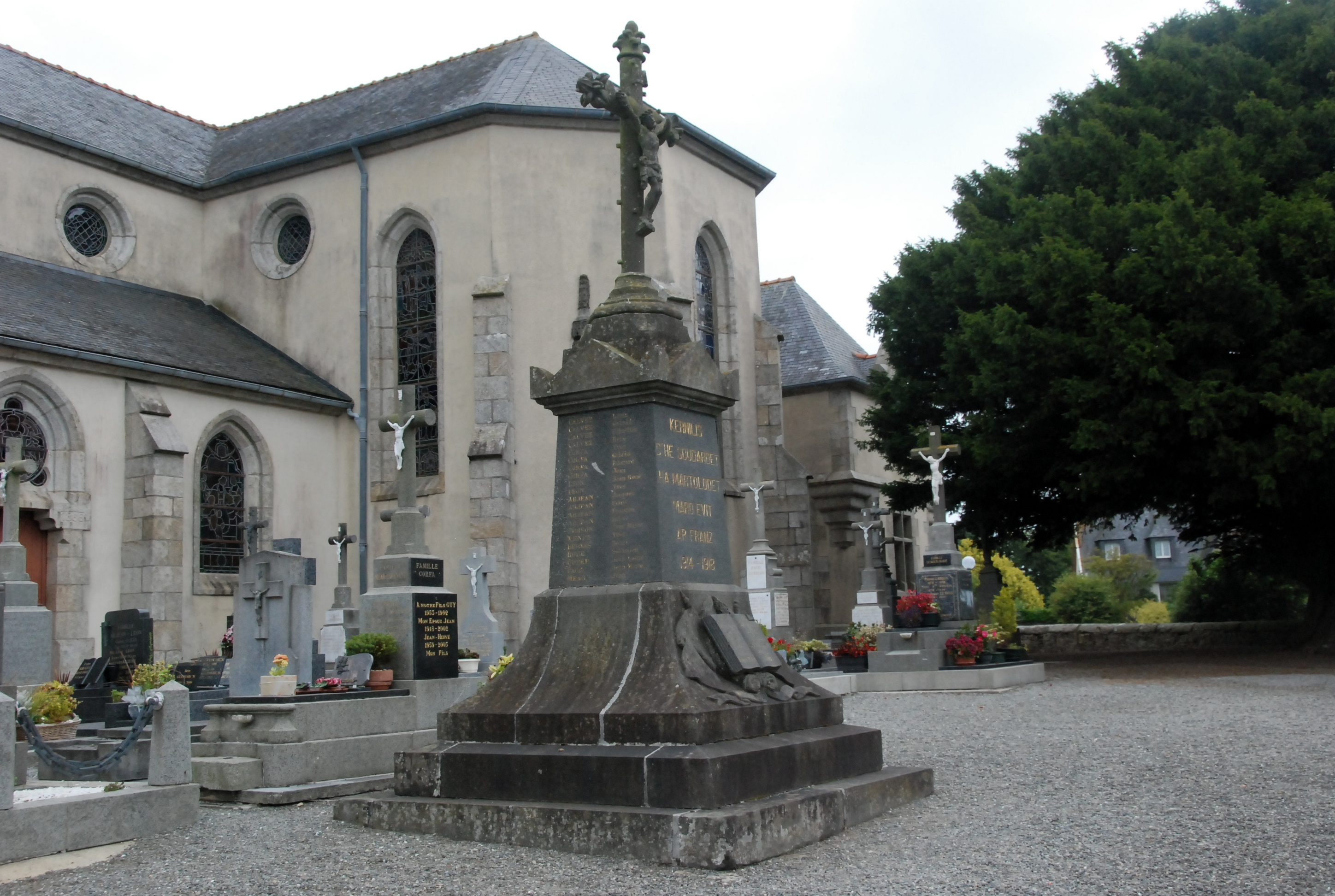
Monument aux morts de 1914-1918.

- Un des 4 ifs plantés par le seigneur de Maillé-Carman (un huguenot) qui fut tué en duel par le seigneur de Troménec à Landéda, un ligueur, survit encore : il a environ 400 ans et 3,5 mètres de circonférence à 80 cm du sol[31].